# モンスターズ・レイド -魔に堕ちる姫騎士-
『モンスターズ・レイド〜魔に堕ちる姫騎士〜』（モンスターズ・レイド まにおちるひめきし）は、2013年9月27日にLusteriseより発売された18禁パソコンゲームソフトである。

## 解説
異種姦に重きを置いた本作は、ヒロインたちの種族によってルートが分けられており、調教内容もそれぞれ異なっている。シナリオの前半はカーラと女戦士たちの戦いを描いており、後半は魔王（プレイヤー）自身がヒロインたちを凌辱していくという展開になっている。

## あらすじ
3つの種族によって魔王が封印された。それから長い時間が経ったあるとき、大勢の魔物が小さな村を襲い、魔物を封印した勇者の子孫である姫騎士・セリカは仲間たちとともに事態解決に乗り出した。

## 登場人物
魔王
本作の主人公で、プレイヤーの分身にあたる。
セリカ・メル・ノルトリア
声 - 手塚りょうこ
ノルトリア王国の王女にして姫騎士で、魔王を封じた勇者の子孫でもある。
メイ・アーヴィン
声 - 藤乃理香
セリカの侍女。魔族の血を引いているがゆえに差別に遭っているが、本人は今の立場に満足しており、不満に思っていない。
プリシラ・メル・ノルトリア
声 - 葉村夏緒
セリカの実妹で、魔物除けの結界を張る巫女でもある。
カーラ
声 - 葵時緒
魔王の腹心。
ティナ・イシュタリス
声 - 星野七海
エルフの女王。勇者とともに魔王を封じたエルフの子孫である。平和主義者ではあるが、いざとなれば魔術と槍術を中心とした戦法を取る。
トリーシャ・イシュタリス
声 - 花澤さくら
勇者とともに魔王を封じた竜人の子孫。
ラナ・ルー
声 - 柚原みう
勇者の末裔で、龍人族についたばかりの王女。ドラゴンに変身する能力を備える一方、王女としての自覚に乏しく、たびたび執政官のセシルを困らせる。
ルナ・ルー
声 - 桜水季
ラナと同様、竜人と魔龍の血を引く王女。ラナと異なり魔龍系列の血を引いているため、権力はあまりなく、ラナの忠臣として仕えている。ドラゴンに変身する能力を備える。
セシル・クレメンス
声 - 天間あい
龍人族の執政官で、ラナに振り回されている。